# 山邊台
山邊台（山邊臺）是香港東區筲箕灣的一條已封閉街道，旁邊是一個已拆卸的社區。山邊台北鄰巴色道和原大王里，南接廟東街，位於筲箕灣東大街天后廟後山。

## 歷史

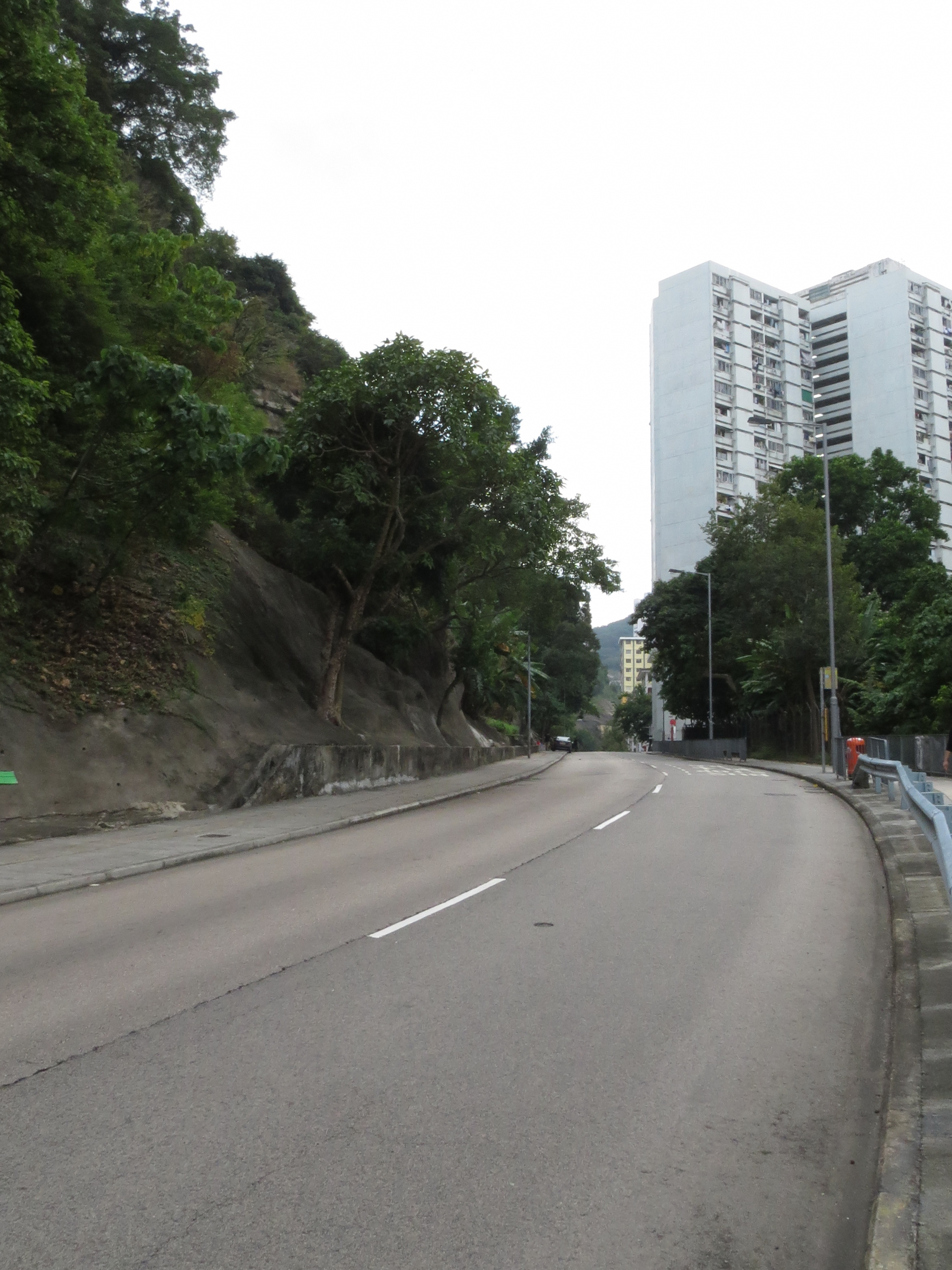
阿公岩道下的山坡是山邊台的遺址

隨著19世紀晚期筲箕灣東大街的發展，1910年代有建築商在筲箕灣東大街後的山坡建成一排12座的唐樓，該排唐樓和前面的橫街名為山邊台。山邊台位處山腰，沒有車路到達，居民只能靠連接廟東街和大王里後巷的樓梯或從巴色道出入。
戰後，來港的難民在山邊台後的山坡搭建木屋，成為一小片木屋群，居民多於阿公岩的船廠或石礦場工作。 山邊台木屋區在1956年發生大火，焚燬木屋50餘間，近200居民受災。 1960年，山邊台村民成立街坊福利會。1961年，政府開山發展明華大廈與阿公岩道，山邊台部份木屋被拆，300多戶共約2,000名居民獲徙置到柴灣新區，巴色道有數間屬永久業權的屋舍屹立至今。1964年，木屋區再次發生大火，焚燬木屋16間，百多名居民受災。1973年，木屋區發生火災，焚燬木屋約30間，70多居民受災。
1987年，山邊台的一排戰前唐樓因結構安全問題被政府勒令封閉和拆卸，餘下的木屋群亦於1990年代中被清拆。至今，山邊台仍遺留有路牌、多條石梯和建築物的地基。

## 近年發展
2021年，香港房屋協會向城規會申請改劃山邊台整幅地段，計劃興建28層高的公共租住房屋，提供約646個單位。2022年5月，城規會就申請批出許可。